# Fisciano
Fisciano est une commune italienne de la province de Salerne, dans la région Campanie.

## Administration
| Période                                  | Période | Identité | Étiquette | Qualité |
| ---------------------------------------- | ------- | -------- | --------- | ------- |
|                                          |         |          |           |         |
| Les données manquantes sont à compléter. |         |          |           |         |

### Hameaux
Bolano, Canfora - Soccorso, Carpineto, Gaiano, Lancusi, Penta, Pizzolano, Settefichi, Villa

### Communes limitrophes
Baronissi, Calvanico, Castiglione del Genovesi, Giffoni Sei Casali, Mercato San Severino, Montoro

## Enseignement

### Université de Salerne
Depuis 1987, l'université est située dans la ville de Fisciano, à quelques kilomètres de Salerne, à la jonction d'intersections autoroutières qui la rendent centrale et facile à atteindre.